# Maxwell (Mondkrater)

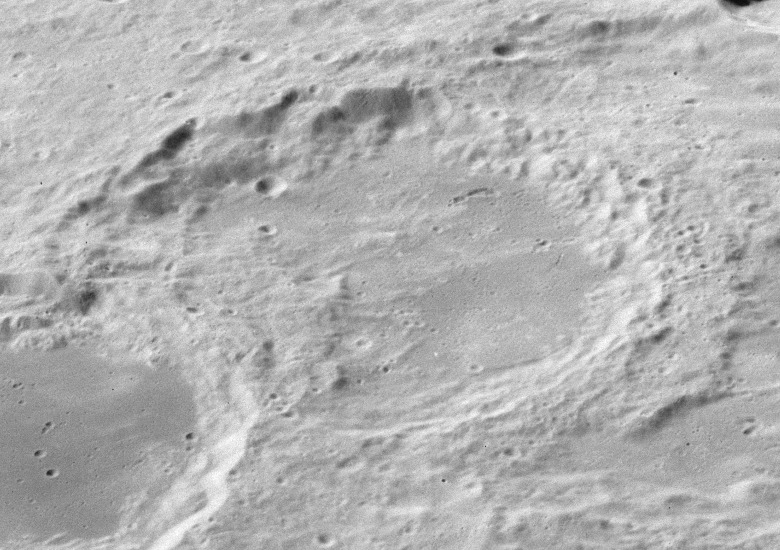
Maxwell (1972)

Maxwell  ist ein Mondkrater in der nördlichen Hemisphäre auf der Mondrückseite.